# Perły (gromada)
Perły – dawna gromada, czyli najmniejsza jednostka podziału terytorialnego Polskiej Rzeczypospolitej Ludowej w latach 1954–1972.
Gromady, z gromadzkimi radami narodowymi (GRN) jako organami władzy najniższego stopnia na wsi, funkcjonowały od reformy reorganizującej administrację wiejską przeprowadzonej jesienią 1954 do momentu ich zniesienia z dniem 1 stycznia 1973, tym samym wypierając organizację gminną w latach 1954–1972.
Gromadę Perły z siedzibą GRN w Perłach utworzono – jako jedną z 8759 gromad na obszarze Polski – w powiecie węgorzewskim w woj. olsztyńskim na mocy uchwały nr 28 WRN w Olsztynie z dnia 4 października 1954. W skład jednostki weszły obszary dotychczasowych gromad Rudziszki i Zielony Ostrów ze zniesionej gminy Olszewo (Węgorzewskie) oraz obszary dotychczasowych gromad Perły i Wesołowo wraz z miejscowością Parowa z dotychczasowej gromady Brzozowo ze zniesionej gminy Węgielsztyn w tymże powiecie. Dla gromady ustalono 11 członków gromadzkiej rady narodowej.
1 stycznia 1958 do gromady Perły włączono wieś i PGR Klimki ze zniesionej gromady Wilkowo w tymże powiecie.
31 grudnia 1967 z gromady Perły wyłączono część obszaru wsi Góry (7 ha) oraz część obszaru PGL nadleśnictwo Węgorzewo (104 ha), włączając je do gromady Olszewo Węgorzewskie; do gromady Perły włączono natomiast dwie części obszaru PGR Łęgwarowo (15 + 142 ha) z gromady Olszewo Węgorzewskie oraz część obszaru jeziora Oświn (50 ha) z gromady Węgielsztyn w tymże powiecie.
Gromada przetrwała do końca 1972 roku, czyli do kolejnej reformy gminnej.